# Longepi tarra
Longepi tarra là một loài nhện trong họ Lamponidae. Loài này được phát hiện ở Victoria.